# 2025 у радіо
Список 2025 у радіо описує події у сфері радіомовлення, що відбулися або відбудуться 2025 року.

## Події

### Січень
- 1 січня
  - Припинення мовлення радіо «Марія» у Києві на частоті 69,68 УКХ.
  - Початок мовлення радіостанції «Армія FM» у Мукачевому на частоті 92,5 МГц згідно з тимчасовим дозволом на мовлення на 1 рік.
- 3 січня — Початок мовлення «Українського радіо» у Сумах на частоті 97.5 МГц згідно з тимчасовим дозволом на мовлення на 1 рік.
- 18 січня — Початок мовлення радіо «Аверс FM» у Любешові на частоті 98.7 МГц.
- 21 січня — Початок мовлення радіо «NewDay FM» у Звягелі на частоті 91.7 МГц.
- 25 січня — Початок мовлення радіо «Армія FM» у Новгороді-Сіверському на частоті 95.5 МГц згідно з тимчасовим дозволом на мовлення на 1 рік.

### Лютий
- 4 лютого — Початок мовлення радіостанції «Лада» у Вапнярці на частоті 106,3 МГц.
- 7 лютого — Початок мовлення нової регіональної радіостанції «Опішня FM».
- 10 лютого — Відновлення мовлення радіо «Шансон» та «Бізнес Радіо» в онлайн-режимі.
- 17 лютого — Початок мовлення «Армія FM» у Богодухові на частоті 94.3 МГц згідно з тимчасовим дозволом на мовлення на 1 рік.
- 18 лютого — Відновлення мовлення радіостанції «Слобожанське FM» в Ізюмі на частоті 89.7 МГц.
- 28 лютого — Припинення мовлення «Українського радіо» у Сумах на частоті 88.1 МГц.

### Березень
- 3 березня
  - Відновлення мовлення одеського регіонального «Першого міського радіо».
  - Початок мовлення «Radio Smak» у Шептицькому на частоті 92.1 МГц.
- 7 березня — Початок мовлення радіо «Культура» у Сумах на частоті 88.1 МГц згідно з тимчасовим дозволом на мовлення на 1 рік.
- 9 березня — Припинення мовлення радіостанцій «DJFM Dance», «Power FM» та «Magic Radio» у цифровому мультиплексі DAB+ у Києві.
- 22 березня
  - Припинення мовлення «Просто Раді.О» у Дніпрі на частоті 105.8 МГц.
  - Початок мовлення спортивного радіо «Чемпіон» у Дніпрі на частоті 105.8 МГц.
- 25 березня — Початок мовлення регіональної версії радіо «Мегаполіс» у Кам'янському на частоті 97.7 МГц.

### Квітень
- 13 квітня — Початок мовлення радіостанції «Перець FM» у Світловодську на частоті 92.7 МГц.
- 17 квітня — Початок мовлення радіо «Світязь» у селищі Межовій на частоті 94 МГц.
- 23 квітня — Початок мовлення спортивного радіо «Чемпіон» у Хмельницькому на частоті 94.7 МГц.
- 24 квітня — Початок мовлення волинського спортивного радіо «Конкурент» у Луцьку на частоті 96,2 МГц.

### Травень
- 1 травня — Початок мовлення радіостанції «Сфера FM» у Демидівці на частоті 105,9 МГц.
- 22 травня — Початок тестового мовлення «Нашого радіо» у Чернівцях на частоті 96,5 МГц.
- 23 травня — Відновлення мовлення «Просто Раді.О» в Ізмаїлі на частоті 101,2 МГц.
- 27 травня
  - Початок повноцінного мовлення «Наше радіо» у Чернівцях на частоті 96,5 МГц.
  - Початок тестового мовлення радіостанції «NovaLine» в Одесі на частоті 95.3 МГц.
- 31 травня — Відновлення мовлення кам'янського регіонального «Інді Радіо».

### Червень
- 1 червня — Початок мовлення нового хмельницького регіонального радіо «TV7+ FM».
- 3 червня — Початок мовлення «Вільного радіо королівського міста» в Раві-Руській на частоті 93,6 МГц.
- 5 червня — Початок повноцінного мовлення радіостанції «NovaLine» в Одесі на частоті 95.3 МГц.
- 7 червня
  - Припинення мовлення та закриття тернопільської регіональної радіостанції «Файне місто».
  - Припинення цілодобового мовлення регіональної радіостанції «Городок FM».
- 11 червня — Початок мовлення нової тернопільської регіональної радіостанції «106,8 FM».
- 17 червня — Початок мовлення радіостанції «Українське радіо. Дніпро» у Кривому Розі на 90 МГц.
- 26 червня — Початок мовлення «Українського радіо» у Голованівську на 97.4 МГц.

### Липень
- 8 липня — Початок тестового мовлення нового радіо «Миколаїв».
- 10 липня
  - Початок мовлення радіостанції «X.ON» у Великій Олександрівці на частоті 92,5 МГц згідно з тимчасовим дозволом на мовлення на 1 рік.
  - Початок мовлення радіо «Культура» в Новоукраїнці на частоті 89.8 МГц.
- 16 липня
  - Перехід частоти радіо «Байрактар» з 106.1 на 93.2 МГц у Тернополі.
  - Відновлення мовлення радіо «Мелодія FM» у Тернополі на частоті 106.1 МГц.
- 17 липня — Початок мовлення радіостанції «Перець FM» у Львові на частоті 95.3 МГц.
- 22 липня
  - Початок мовлення радіостанції «Nostalgie» у Івано-Франківську на частоті 95.1 МГц.
  - Початок мовлення спортивного радіо «Чемпіон» у Житомирі на частоті 89.7 МГц.
- 23 липня
  - Ребрендинг регіональної радіостанції «106,8 FM» у «Тернопільську хвилю».
  - Початок мовлення радіостанції «Тернопільська хвиля» у Чорткові на частоті 105,9 МГц замість «Львівської хвилі».

### Серпень
- 1 серпня
  - Початок мовлення радіостанції «Ми — Україна» в Одесі на частоті 96.6 МГц.
  - Припинення мовлення «Авторадіо» у Кривому Розі на частоті 103.2 МГц.
- 4 серпня — Початок мовлення радіостанції «Ми — Україна» у Запоріжжі на частоті 105.1 МГц.
- 6 серпня — Початок мовлення «Армія FM» у Холмах на частоті 98.8 МГц згідно з тимчасовим дозволом на мовлення на 1 рік.
- 13 серпня — Припинення мовлення «Авторадіо» у Миколаєві на частоті 106,4 МГц.
- 19 серпня — Початок мовлення «Українського радіо» у Баранівці на частоті 88.1 МГц.

## Очікувані події
- Припинення мовлення «Авторадіо» у Черкасах на частоті 101,6 МГц
- Початок мовлення радіо «Магніт» у Кам'янці на частоті 100,4 МГц
- Початок мовлення «Українського радіо» у Костирці та Бериславі на частоті 93.1 МГц згідно з тимчасовим дозволом на мовлення на 1 рік
- Початок повноцінного мовлення радіостанції «Ми — Україна»
- Початок мовлення радіостанції «Ми — Україна» у Тернополі на частоті 98.6 МГц
- Початок мовлення радіостанції «Львівська хвиля» у Підбужі та Дрогобичі на частоті 98 МГц
- Початок мовлення радіостанції «Голос надії» у Шептицькому на частоті 93.1 МГц
- Початок мовлення радіостанції «Голос надії» у Чемерівцях на частоті 96.8 МГц
- Початок мовлення радіостанції «Голос надії» у Володимирі на частоті 94.9 МГц
- Початок мовлення волинського спортивного радіо «Конкурент» у Ратному на частоті 95,7 МГц
- Початок мовлення радіо «Вісник» у Драговому на частоті 95,8 МГц
- Початок мовлення радіо «Дзвони» у Гошеві на частоті 92,8 МГц
- Початок мовлення «Долинського радіо» в однойменному місті на частоті 97,6 МГц
- Початок мовлення радіостанції «Інформатор FM» у Красногорівці та Миргороді на частоті 89,2 МГц
- Початок мовлення радіостанції «Інформатор FM» у Переяславі на частоті 95,8 МГц
- Початок мовлення радіостанції «Інформатор FM» у Сумах на частоті 107 МГц
- Початок мовлення радіостанції «Інформатор FM» в Умані на частоті 101 МГц
- Початок мовлення радіостанції «Мегаполіс» в Нововоронцовці на частоті 93,8 МГц згідно з тимчасовим дозволом на мовлення на 1 рік
- Початок мовлення «Українського радіо» у Вовчанську на частоті 90,2 МГц згідно з тимчасовим дозволом на мовлення на 1 рік
- Початок мовлення радіостанції «X.ON» у Балті на частоті 100,3 МГц
- Початок мовлення нової подільської регіональної радіостанції «Радіо ПЕТ»
- Початок мовлення радіо «Накипіло» у Дворічній на частоті 91,5 МГц
- Початок мовлення радіо «Шлягер FM» у Петровірівці на частоті 98,6 МГц
- Початок мовлення радіо «Шлягер FM» у Коростишеві на частоті 99,2 МГц
- Початок мовлення радіо «Шлягер FM» у Згурівці на частоті 94,7 МГц
- Початок мовлення радіо «Шлягер FM» у Пулинах на частоті 88,4 МГц
- Початок мовлення нового шептицького регіонального «Смарт Радіо»
- Початок мовлення радіостанції «Хіт FM» у Вовчанську на частоті 99,8 МГц згідно з тимчасовим дозволом на цю частоту на 1 рік
- Початок мовлення нового хмельницького регіонального радіо «Місто»
- Початок мовлення «Українського радіо» у Любашівці на частоті 94,6 МГц згідно з тимчасовим дозволом на мовлення на 1 рік
- Початок мовлення «Українського радіо» у Роздільній на частоті 88,9 МГц згідно з тимчасовим дозволом на мовлення на 1 рік